# 原始吶喊
原始吶喊是提名全英音樂獎的非主流樂隊，1982年成立於蘇格蘭格拉斯哥。目前成員有主唱Bobby Gillespie、吉他手Andrew Innes、鍵盤手Martin Duffy、貝斯手Gary "Mani" Mounfield以及鼓手Darrin Mooney，而Barrie Coddigan在2006年的巡迴之中短期擔任替代原吉他手Robert "Throb" Young的位置，而Young的正式歸隊聲明尚未宣佈。至今他們已經突破銷售了千萬張的銷售量。
樂隊在1982-1984年間進行表演，但是他們的表演事業並未因而起飛，直到主唱離開樂隊加入耶稣与玛丽链擔任鼓手，該樂隊在八零年代中期的獨立音樂圈具有相當地位。樂隊捨棄了初期的jangly sound後，漸漸轉向迷幻以及車庫搖滾的走向，同時音樂中也加入了許多舞曲元素。樂隊1991年的專輯吶喊症候群（Screamadelica）突破了自我正式進入主流圈。儘管樂隊成員有多次改組，樂隊確實得到了市場上的成功並且至今仍持續錄製新作品以及巡迴表演當中。

## 樂隊歷史

### 初期組成 (1982 - 1985)
Bobby Gillespie 搬到格拉斯哥東南方的 Mount Florida，在就讀 Kings Park Secondary School 時初遇 Robert Young。另一位朋友 Alan McGee 帶 Gillespie 到他的首場現場表演，由 Thin Lizzy 演出。兩人深受龐克音樂影響而在 1978 年加入當地的龐克樂隊 The Drains，該樂隊吉他手為十五歲的 Andrew Innes。該樂隊並不長壽，當 Gillespie 選擇留在格拉斯哥的同時 Innes 以及 McGee 則前往倫敦。
龐克浪潮結束後，Gillespie 對主流的新浪潮音樂感到灰心。他與初識的朋友 Jim Beattie 分享他的看法並且錄製 "elemental noise tapes"，裡頭的 Gillespie 打著兩個垃圾箱蓋而 Beattie 則彈奏 Fuzz-guitar。在開始寫自己的歌前他們翻唱地下絲絨 (The Velvet Underground) 及伯茲合唱團 (The Byrds) 的歌曲，主要以 Jah Wobble 以及 Peter Hook 的貝斯線為主。 Gillespie 之後說這個樂團 "並無實質上的存在，他們只是想在每天晚上找點事情做。" 他們為自己命名原始吶喊，本意是一種使用在 Janovian 精神治療療法中的哭聲。本質上只屬合作關係，樂隊首次在1982年進行第一場表演。